# Carel Paulus Hoytema van Konijnenburg
Carel Paulus Hoytema van Konijnenburg (Bergambacht, 15 februari 1904 − Scherpenzeel, 5 mei 1990) was bijna 33 jaar burgemeester van Scherpenzeel.

## Biografie
Van Konijnenburg was een telg uit het geslacht Van Konijnenburg en een zoon van burgemeester Pieter Hoytema van Konijnenburg (1868-1921) en Maria Louise Frijlinck (1872-1950). Hij studeerde af in de rechten in 1929 te Leiden waarna hij zich vestigde als advocaat en procureur en in vele faillissementszaken als curator optrad. Daarna was hij secretaris van het Nationaal Crisis Comité. Hij werd per 15 mei 1936 burgemeester van Scherpenzeel; dit ambt zou hij tot zijn pensioen op 1 maart 1969 vervullen. In 1940 kreeg hij te maken met de moord op een moeder van acht kinderen, en met een grote fietsenroof. In 1940 legde hij de eerste steen voor het nieuwe gemeentehuis, waar in 1941 een gedenksteen werd ingemetseld ter herdenking van de oorlogsschade daar toegebracht. In 1957 werd hij bij de lintjesregen benoemd tot Ridder in de Orde van Oranje-Nassau. In 1958 kreeg hij te maken met onrust in zijn gemeente vanwege acties van woonwagenbewoners die in hun kamp drinkwater, verlichting en toiletvoorzieningen eisten. Hij trouwde twee keer en kreeg uit elk van zijn beide huwelijken twee kinderen.
Mr. C.P. Hoytema van Konijnenburg overleed in 1990 op 86-jarige leeftijd en werd in Scherpenzeel begraven.